# Inés de Poitou (1105-1159)
Inés de Poitou (c. 1105-c. 1159), en francés Agnès de Poitiers o Agnès de Poitou, también conocida como Inés de Aquitania), fue una princesa de la familia de los ramnúlfidas, hija de Guillermo IX de Poitiers, llamado el Trovador, duque de Aquitania y conde de Poitiers, y de Felipa de Tolosa. Se desposó en primeras nupcias el 11 de abril de 1116 con Aimerico V de Thouars, del que tuvo cuatro hijos, entre ellos, Guillermo I de Thouars.
Hacía ocho años que era viuda cuando, en segundas nupcias, se desposó con el rey de Aragón Ramiro II el Monje posiblemente el 13 de noviembre de 1135 (el último trimestre de ese año, en cualquier caso) en la catedral de Jaca. La principal razón de que este le pidiera su mano fue el propio hecho de que ella hubiera tenido ya hijos y que estaba considerada una mujer muy fecunda. Además, la familia de Inés estaba muy ligada a la casa real aragonesa pues una tía suya, también llamada Inés, casada con Pedro I, el hermano mayor de Ramiro, había sido ya reina consorte de Aragón. De ese matrimonio nació una hija, Petronila, el 11 de agosto de 1136, futura reina de Aragón.
Aunque se ha conjeturado que Ramiro II tuvo que pedir dispensa papal para enlazar con Inés, no hay ningún testimonio histórico de ello, y las noticias sobre esta posible petición provienen de crónicas tardías, como la Crónica de San Juan de la Peña (del siglo XIV) o Jerónimo Zurita (siglo XVI), a cuya zaga siguieron elucubrando sobre esta cuestión otros autores. Lo más probable es que nunca se solicitara tal dispensa. A pesar de que la historiografía ha insistido en que el rey monje la precisaba para poder casarse, la nulidad expresa y terminante del matrimonio de los religiosos no fue incorporada al Derecho Canónico hasta el segundo Concilio de Letrán en 1139, con lo que Ramiro II no la habría necesitado.
Es muy probable que ese mismo año Inés de Poitou, una vez que había dado una heredera al Reino, volviera a cruzar los Pirineos; de hecho, su nombre no vuelve a aparecer en la documentación aragonesa de la época. Ramiro II debió de resolver separarse para dejar claro que había tomado esposa con el único fin, según sus propias palabras, de «la restauración de la sangre y de la estirpe», es decir, la necesidad de asegurarse un heredero para asegurar la continuidad de la casa de Aragón, ya que, una vez dada la continuidad a este linaje, la función del matrimonio había terminado.
De nuevo en Aquitania, Inés de Poitou se retiró a la abadía de Fontevrault, donde también había vivido su madre, y allí murió años después, quizá hacia el año 1159.